# Ratpenat escuat de Fischer
El ratpenat escuat de Fischer (Rhinophylla fischerae) és una espècie de ratpenat que viu al Brasil, l'Equador, Colòmbia i el Perú.